# Weitra
Weitra (in ceco Vitoraz) è un comune austriaco di 2 709 abitanti nel distretto di Gmünd, in Bassa Austria; ha lo status di città (Stadtgemeinde). Nel 1967 ha inglobato i comuni soppressi di Brühl e Wetzles, nel 1971 quelli di Großwolfgers, Reinprechts, Spital e Sankt Wolfgang.